# Mamutí jeskyně (USA)

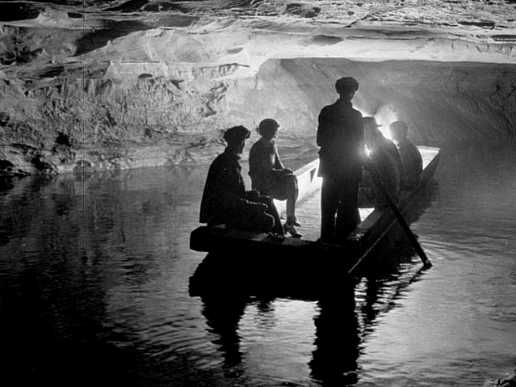
Mamutí jeskyně na počátku 20. století

Mamutí jeskyně (anglicky Mammoth Cave) je nejdelší jeskyní světa. Jedná se o největší atrakci národního parku Mamutí jeskyně v Kentucky v USA. Známá délka všech podzemních prostorů v jeskyni je 630 km, další objevy ji ovšem každý rok o několik kilometrů prodlužují.
V jeskyni je několik prohlídkových tras, nejzajímavější je plavba po podzemní říčce Echo. Vstupní části jeskyně jsou známy tisíce let, jak dokládají archeologické vykopávky. Jeskyně byla objevena John Houchinsem v roce 1797. Následně zde bylo těženo guano, sloužící k výrobě střelného prachu a jeskyně byla postupně objevována.
Na počátku 20. století se jeskyně stává velkou turistickou atrakcí, dochází k jejímu turistickému zpřístupnění a následně k „bojům“ o to, které společnosti budou moci vybírat vstupné od návštěvníků. Postupně dochází k objevování dalších jeskynních prostor i propojování s okolními jeskyněmi a po druhé světové válce se jeskyně stává nejdelším jeskynním systémem světa. V roce 1972 je jeskyně propojena s tehdy třetí nejdelší jeskyní na světě – Flintovou jeskyní. V současnosti je jeskyně skoro třikrát delší než druhá nejdelší jeskyně na světě, Optimistická jeskyně na Ukrajině.

## Národní park Mamutí jeskyně
Okolí jeskyně bylo v roce 1941 vyhlášeno národním parkem rozkládajícím se v okrese Edmonson na rozloze 214 km². Národní park byl v roce 1981 zapsán na seznam světového dědictví UNESCO.
Poblíž jeskyně se nacházejí další dva velké jeskynní systémy Fisher Ridge (s délkou chodeb 172 km) a Martin Ridge (51 km). Pokud by se je podařilo propojit s Mamutí jeskyní, vzniklý systém by měl délku přes 800 km chodeb.